# Josef Bramer
Pour les articles homonymes, voir Bramer.
Josef Bramer (né le 11 juillet 1948 à Vienne) est un peintre autrichien.

## Biographie
Josef Bramer grandit à Scheibbs et s'y réinstallera plus tard. La famille de Bramer vit à Scheibbs depuis les années 1920, à cette époque encore sous le nom de Brammer. Il est diplômé de la Höhere Graphische Bundes-Lehr- und Versuchsanstalt puis de l'Académie des beaux-arts de Vienne. En 1971, il reçoit un prix de l'école de Rudolf Hausner après en avoir suivi les cours ; il avait pour camarades Manfred Deix et Gottfried Helnwein.

## Œuvre

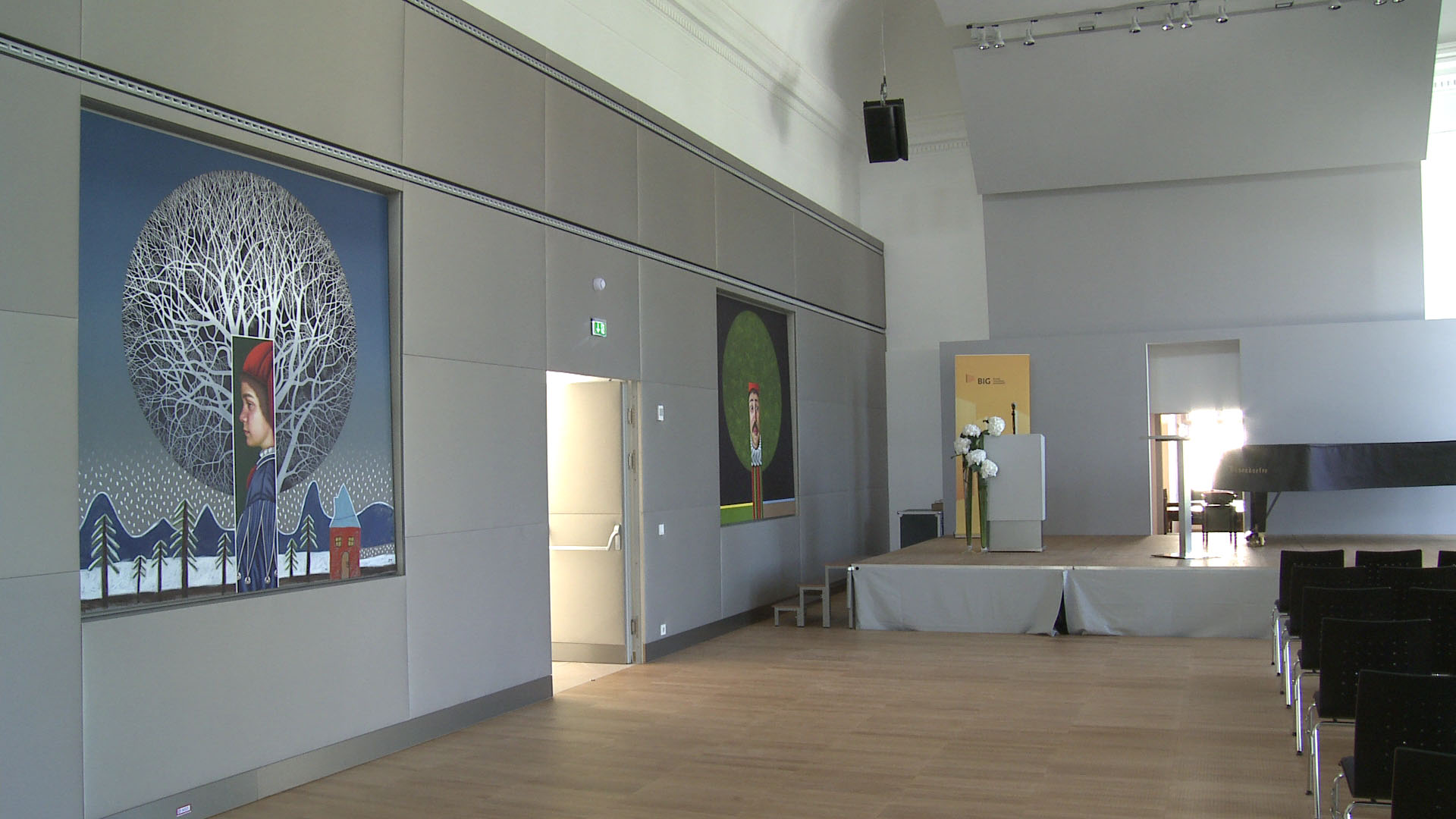
Deux peintures de Bramer dans la salle de réception du Francisco Josephinum.

Le centre d'intérêt de ses images apparemment poétiques, caractérisées par un amour profond pour la nature et la beauté, est avant tout la représentation de Kaspar, qui est dans la tradition du bouffon de la cour royale.